# Lygosominae
Lygosominae zijn een onderfamilie van hagedissen uit de familie skinken (Scincidae).

## Naam en indeling
De wetenschappelijke naam van de groep werd voor het eerst voorgesteld door Myron Budd Mittleman in 1952. Er zijn 52 soorten in vijf geslachten. Eén geslacht is monotypisch en wordt vertegenwoordigd door slechts een enkele soort. Het soortenaantal verandert regelmatig doordat er nieuwe soorten worden beschreven. Een voorbeeld is Lygosoma kinabatanganensis uit 2018.

## Uiterlijke kenmerken
Alle soorten hebben een skinkachtig, langwerpig lichaam. De meeste soorten zijn bodembewoners en hebben bruine tot grijze kleuren met donkere of lichtere vlekken of strepen. Uitzonderingen zijn Fernands riopa, die felle rode kleuren aan de flanken heeft en de smaragdskink die juist helder groen van kleur is. Deze laatste soort leeft in bomen, terwijl de meeste soorten uit de onderfamilie bodembewoners zijn. 

## Verspreiding en habitat
De soorten komen voor in delen van Azië en Afrika. Vier van de vijf geslachten komen óf in Afrika of in Azië voor, met uitzondering van de vertegenwoordigers van Lygosoma die op beide continenten te vinden zijn. De habitat van de verschillende soorten is gevarieerd, van droge rotsachtige streken tot tropische regenwouden. 

## Geslachten
De onderfamilie omvat de volgende geslachten, met de auteur en het verspreidingsgebied.
| Naam          | Aantal soorten | Auteur                 | Verspreidingsgebied |
| ------------- | -------------- | ---------------------- | --- |
| Haackgreerius | 1              | Greer & Haacke, 1982   | Somalië |
| Lamprolepis   | 3              | Fitzinger, 1843        | Verschillende eilanden in het westen van de Grote Oceaan, Azië en Oceanië |
| Lepidothyris  | 3              | Cope, 1892             | Centraal-Afrikaanse Republiek, Congo-Brazzaville, Congo-Kinshasa, Equatoriaal-Guinea, Gabon, Ghana, Guinee, Ivoorkust, Kameroen, Kenia, Liberia, Nigeria, Rwanda, Sierra Leone, Uganda en Zambia, mogelijk in Nigeria en Togo                                                                    |
| Lygosoma      | 32             | Hardwicke & Gray, 1827 | Azië (Australië (Cookeilanden), Bangladesh, Cambodja, China, Filipijnen, India, Indonesië, Laos, Maldiven, Myanmar, Maleisië, Nepal, Pakistan, Singapore, Sri Lanka, Thailand, Vietnam) en Afrika (Ethiopië, Kenia, Mozambique (Bazaruto-archipel), Somalië)                                     |
| Mochlus       | 13             | Günther, 1864          | Angola, Benin, Botswana, Congo-Kinshasa, Ethiopië, Ghana, Guinee, Ivoorkust, Kameroen, Kenia, Malawi, Mozambique, Namibië, Nigeria, Oeganda, Somalië, Swaziland, Tanzania, Togo, Tsjaad, Zimbabwe, Zuid-Afrika, mogelijk in de Centraal-Afrikaanse Republiek, Congo-Kinshasa en zuidelijk Soedan |